# Steinkreuz am Sportplatz Engelthal

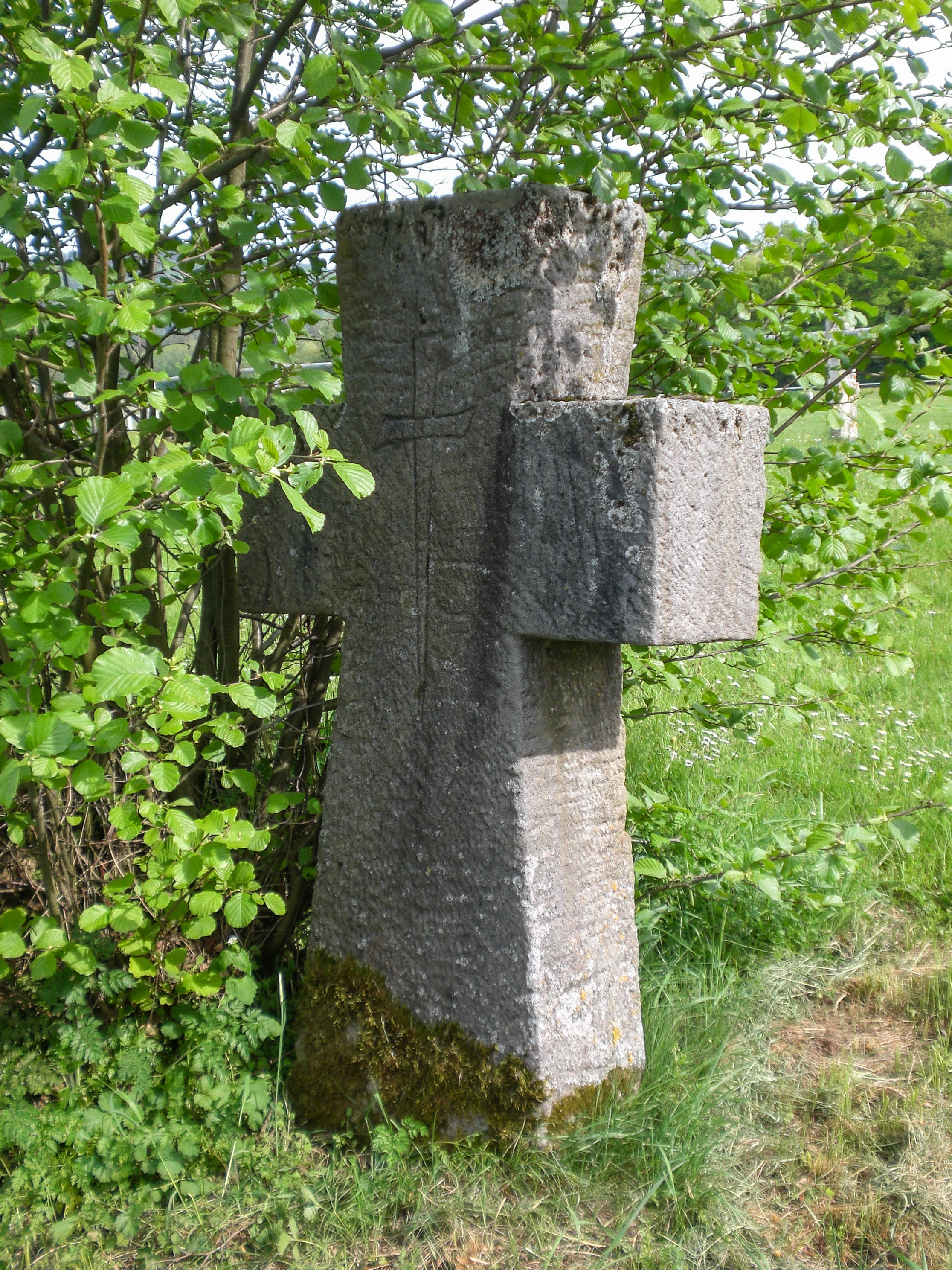
Steinkreuz bei Engelthal

Das Steinkreuz bei Engelthal ist ein neuzeitliches Replikat eines historischen Steinkreuzes bei Engelthal im mittelfränkischen Landkreis Nürnberger Land in Bayern.

## Lage
Das Kreuz befindet sich etwa 1,5 Kilometer westlich von Engelthal und steht dort etwas versteckt nahe dem Sportplatz an einer Hecke südlich der Kreisstraße LAU 7.

## Beschreibung

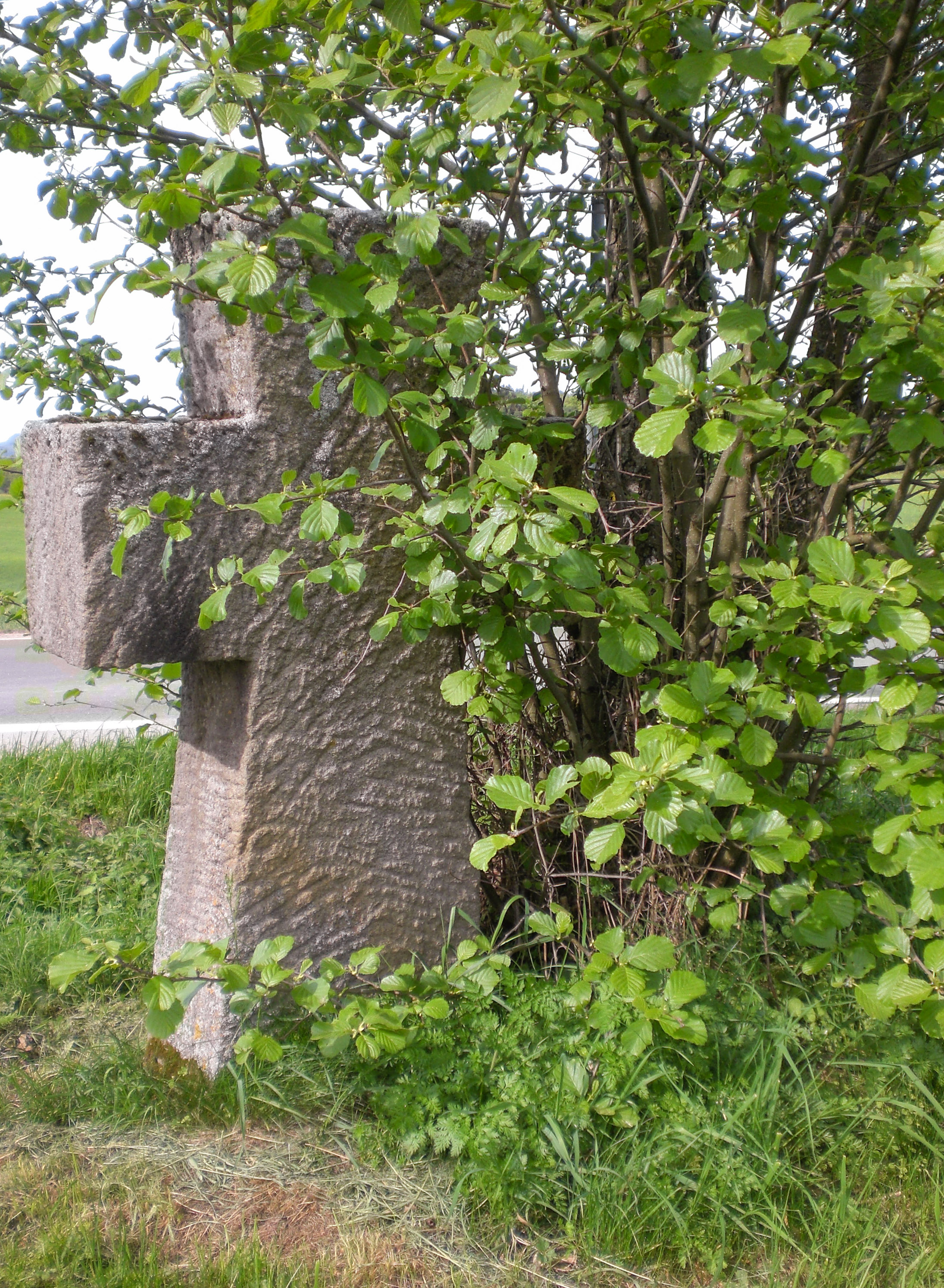
Ansicht von hinten

Im aus Burgsandstein bestehenden und etwa 145 × 75 × 25 cm messenden Kleindenkmal ist im Kreuzungsfeld ein Dolch eingeritzt. Es handelt sich hierbei um ein neuzeitliches Replikat mit Bearbeitungsspuren, das kaum Verwitterungsspuren aufweist. Das ursprünglich aus dem 17. Jahrhundert stammende Steinkreuz war stark beschädigt. Es wurde beim Straßenbau 1975/1976 ersetzt und daher vom Bayerischen Landesamt für Denkmalpflege als Baudenkmal gestrichen (D-5-74-120-16).

## Sage
Die Einritzung eines Dolches lässt darauf schließen, dass hier möglicherweise ein Mensch erstochen wurde.